# Isabella van Foix-Castelbon
Isabella van Foix-Castelbon (2 november 1361 - 1428) was van 1398 tot aan haar dood gravin van Foix, burggravin van Béarn en co-vorstin van Andorra. Zij behoorde tot het huis Foix.

## Levensloop
Isabella was de dochter van burggraaf Rogier Bernard V van Castelbon en diens echtgenote Gerauda van Navailles. In 1381 huwde ze met Archimbald van Grailly.
Na de dood van haar oudere broer Matheus in 1398 was Isabella het laatst levende lid van het huis Foix en de erfgename van omvangrijke landerijen die zich vooral ten noorden van de Pyreneeën bevonden. De Franse kroon weigerde echter deze erfopvolging te erkennen, omdat de familie van Isabella's echtgenoot Archimbald de Engelsen had gesteund tijdens de Honderdjarige Oorlog. Koning Karel VI van Frankrijk wilde niet dat Foix onder de invloed van Engeland zou geraken, waarna een koninklijk leger onder leiding van de constable van Sancerre Foix binnenviel en grote stukken van Isabella's landerijen bezette. Hierdoor moesten Isabella en Archimbald zich onderwerpen aan de Franse kroon en op 13 mei 1399 werd het verdrag van Tarbes gesloten. Hierbij werd Isabella erkend als gravin van Foix op voorwaarde dat Archimbald zijn alliantie met de Engelsen zou beëindigen en hun twee oudste zonen opgevoed zouden worden aan het koninklijk hof.
Het nieuwe huis Foix was voortaan zeer trouw aan de Fransen. Dit was bijvoorbeeld zichtbaar aan het feit dat Isabella's erfgenamen de naam noch het wapenschild wilden dragen van het huis Grailly ten voordele van het huis Foix. De loyaliteit aan Frankrijk werd beloond in 1412, toen Archimbald benoemd werd tot luitenant-generaal in de Languedoc. In 1402 arrangeerden Isabella en Archimbald het huwelijk van hun oudste zoon Jan met Johanna, dochter en erfgename van koning Karel III van Navarra. Op die manier hoopten Isabella en haar echtgenoot om een personele unie te creëren tussen Foix en Navarra. In 1413 stierf Johanna zonder nakomelingen en bleef Jan als weduwnaar achter, waardoor er van een personele unie niets in huis kwam.
Foix was een buurland van het koninkrijk Aragón. In 1400 verbeterden de relaties tussen beide landen nadat koning Martinus I van Aragón het burggraafschap Castelbon teruggaf aan Foix. In 1396 had Martinus dit burggraafschap van het graafschap Foix afgenomen nadat hij samen met haar broer Matheus om de troon van Aragón had gestreden.
In 1413 stierf Archimbald, waarna Isabella het graafschap Foix verder bestuurde met haar zoon Jan. In 1428 stierf ze, waarna ze werd bijgezet in de Abdij van Boulbonne.

## Nakomelingen
Isabella en Archimbald kregen volgende kinderen:
- Jan I (1382-1436), graaf van Foix
- Gaston (overleden na 1455), stamvader van het huis Foix-Candale
- Archimbald (overleden in 1419)
- Matheus (overleden in 1453), graaf van Comminges
- Peter (1386-1464), aartsbisschop van Arles